# Guacamai jacint
El guacamai jacint (Anodorhynchus hyacinthinus) és l'espècie més grossa de guacamai. Viu a les selves de gran part del Brasil, Bolívia i el nord del Paraguai. Aquests ocells en perill d'extinció són desitjats pel seu alt preu al mercat.

## Descripció de l'espècie i rang
L'espècie més grossa de jacint blau brillant creix fins a 40 polzades (1 m) de llarg. El guacamai jacint sobreviu en tres poblacions diferents: al sud de Brasil, l'est de Bolívia i, nord-est del Paraguai. És possible hi hagi poblacions més petites i fragmentades en altres àrees.
El 1990, la població silvestre s'estima en 2.500 aus. La població en captivitat arreu del món és probablement molt més gran.
El guacamai jacint menja llavors, nous, fruites, i altres matèries vegetals. Vuit espècies de palmell de la mà són fonamentals per la seva dieta. El projecte de llei, el més gran del seu tipus al món, li permet menjar nous i llavors d'una altra manera inaccessibles. El Guacamai pot menjar algunes llavors verinoses i fruits immadurs que cap altre animal pot digerir.

## Comportament

### Alimentació
El guacamai jacint s'alimenta d'una gran quantitat de fruits madurs, com el mango, nous, llavors, baies, flors, brots i fulles. Cada dia realitza vols al matí i a la tarda per anar a buscar argila, molt rica en minerals, la qual ingereix per neutralitzar les toxines que contenen els fruits sense madurar dels que sovint s'alimenta.

### Reproducció
Aquests ocells nien en forats i buits dels arbres. Normalment solen posar un o dos ous, encara que només un pollet sol sobreviure si el segon ou es desclou uns dies després del primer, ja que el pollastre menor no pot competir amb el major pel menjar. Els joves romanen amb els seus pares fins als tres mesos d'edat. Aconsegueixen la maduresa i comencen a reproduir-se al voltant dels set anys.

## Distribució i hàbitat
El guacamai jacint sobreviu avui en estat salvatge en tres poblacions de l'Amèrica del Sud: al sud del Brasil, a l'est de Bolívia i al nord-est del Paraguai. És possible que hi hagi altres poblacions menors i aïllades en altres zones pròximes. Sol freqüentar les riberes dels rius tropicals i les selves sud-americanes. L'espècie habita en sabanes amb palmarès, i secundàriament selves i boscos, els quals utilitza freqüentment per dormir o descansar.

## Conservació
El jacint es considera una espècie en perill d'extinció a causa d'un excés de captures per al comerç en captivitat i per l'ús de les seves plomes que fan els indis kayapó de Gorotire, al sud del Brasil. Aquests indis utilitzen les plomes per fer gorres i adorns que venen als turistes. A més, com passa amb la fauna salvatge local, el seu hàbitat es troba amenaçat per l'activitat humana. Els incendis anuals provocats per devastar la selva i obtenir terres per al cultiu de vegades destrueixen els nius d'aquesta espècie.

## Imatges

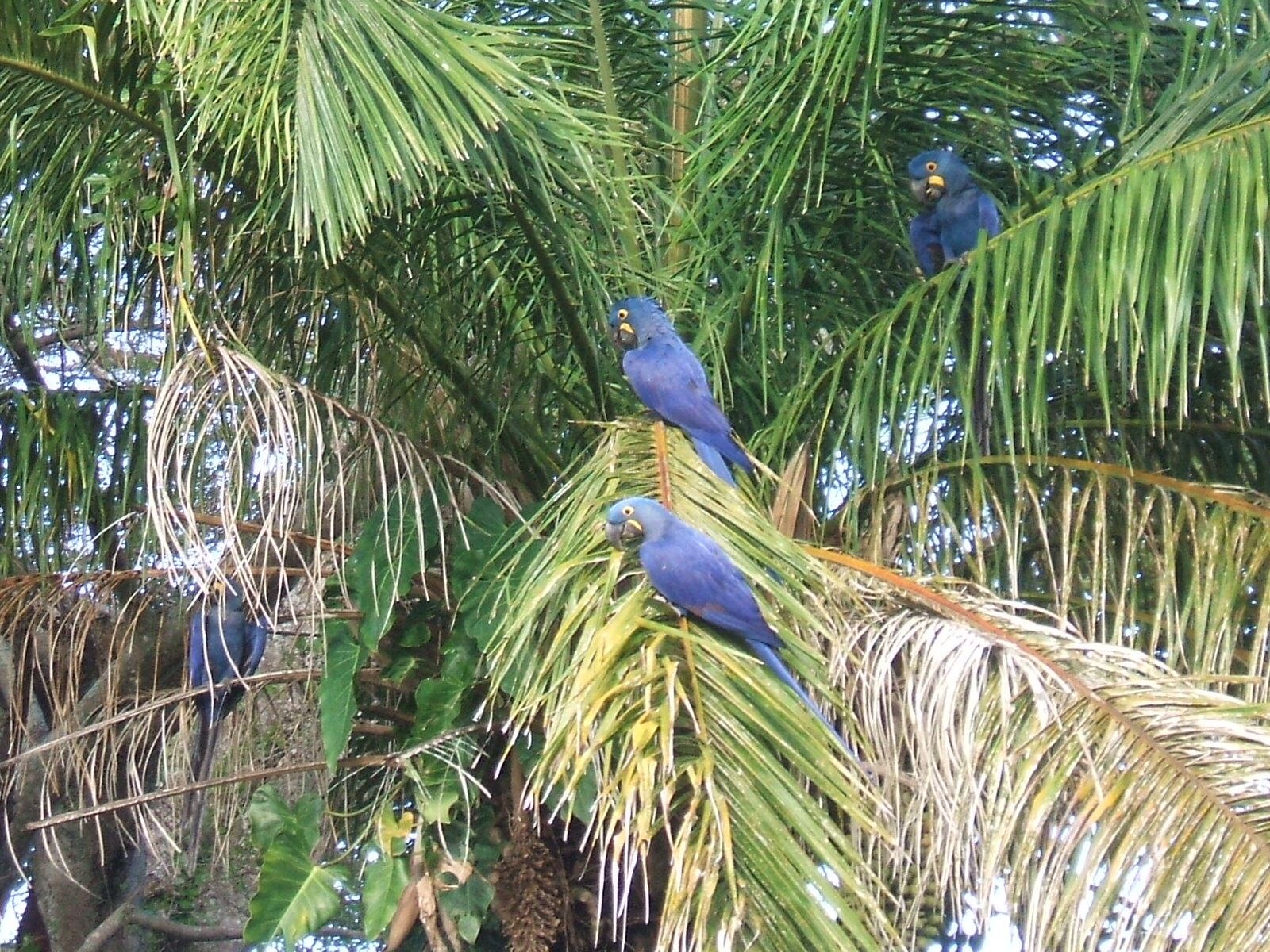
En el seu hàbitat natural, el Pantanal, Brasil.
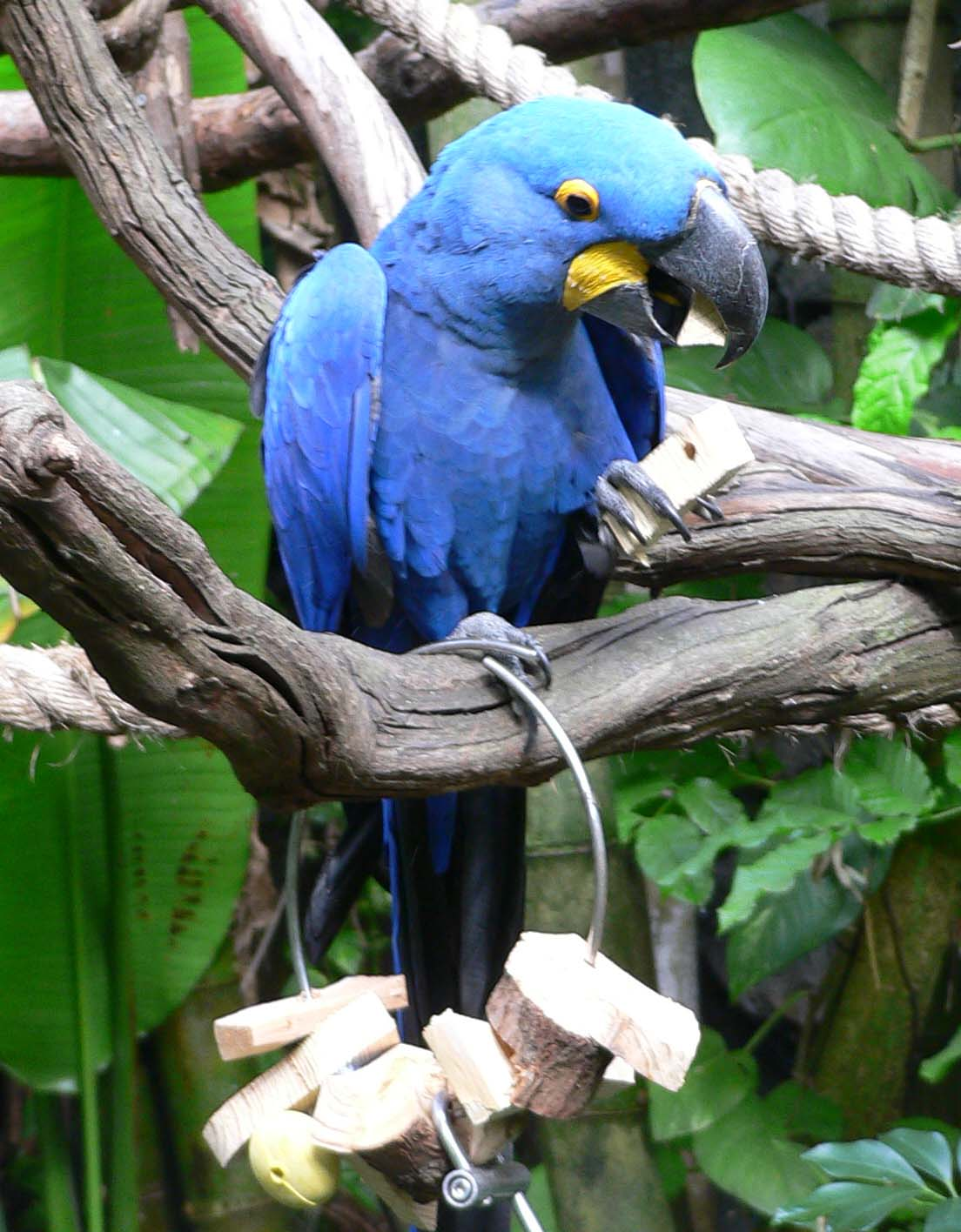
En el Regne Animal de Disney.
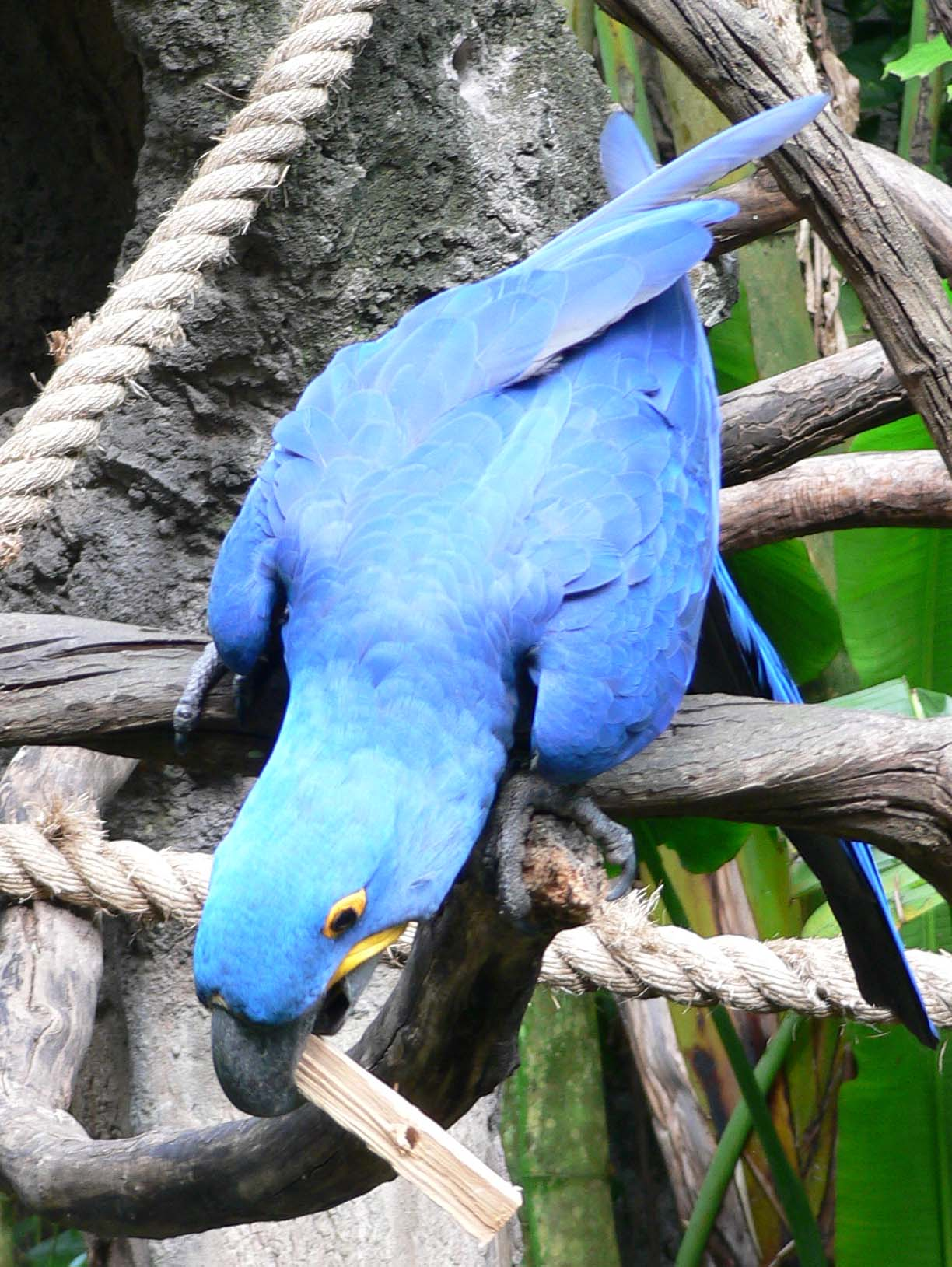
En el Regne Animal de Disney.
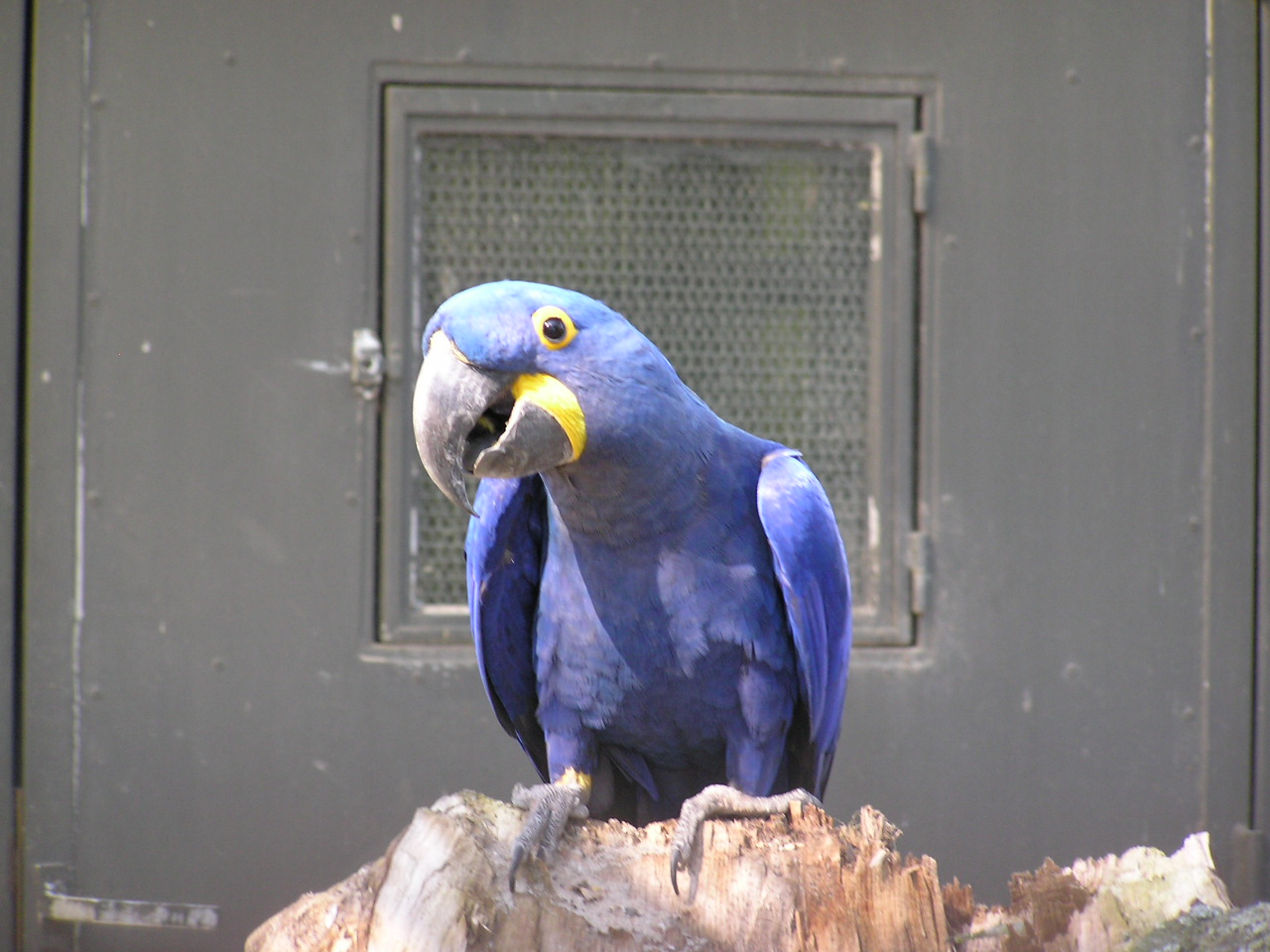
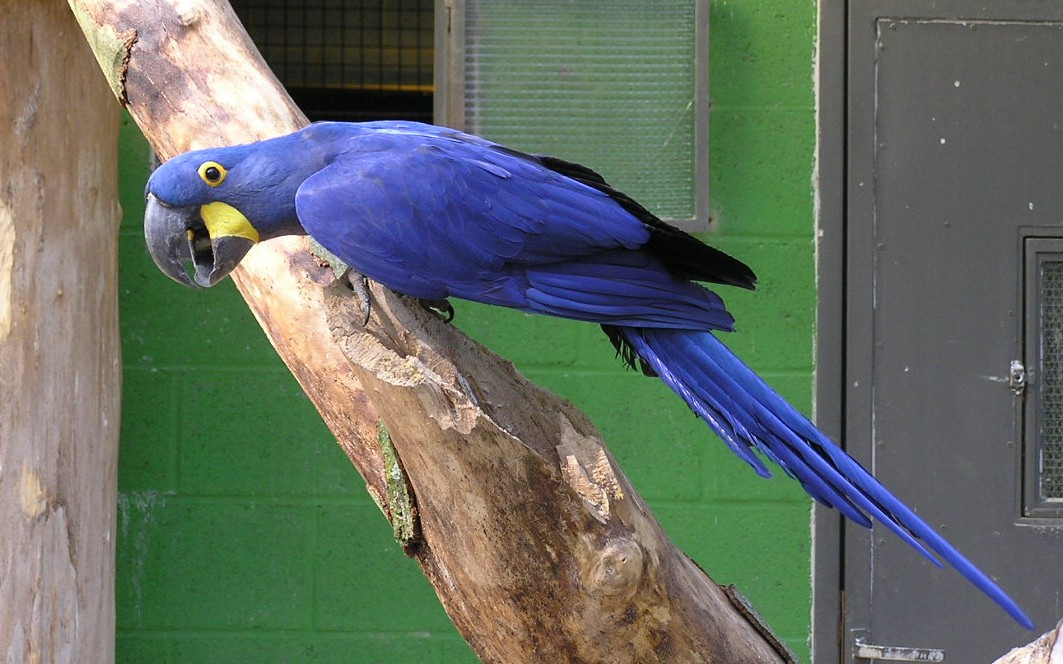

- En el Regne Animal de Disney.
- En el Regne Animal de Disney.